# Бароковий Аматорський Хор Б.А.Х.

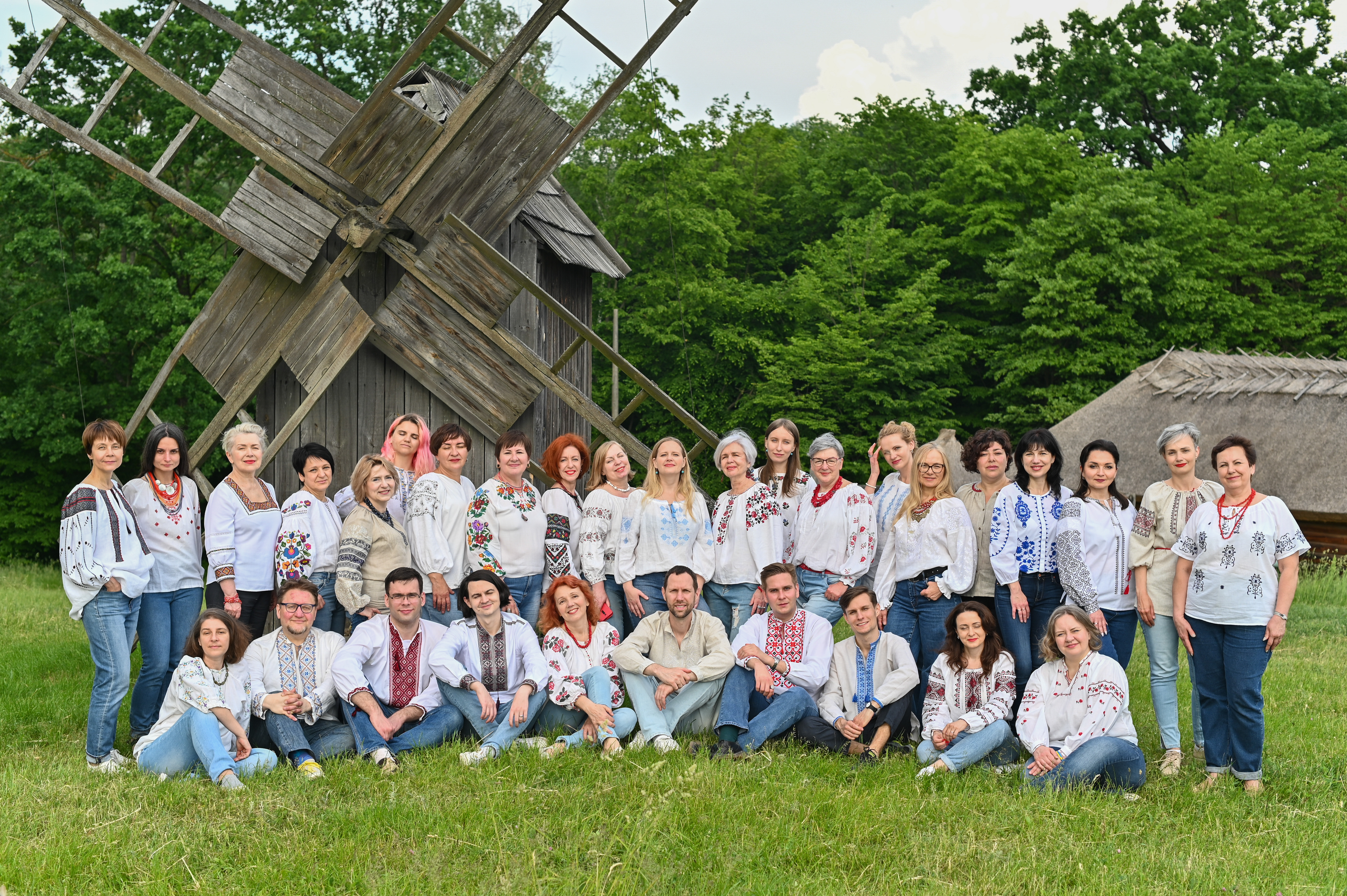
Хор БАХ

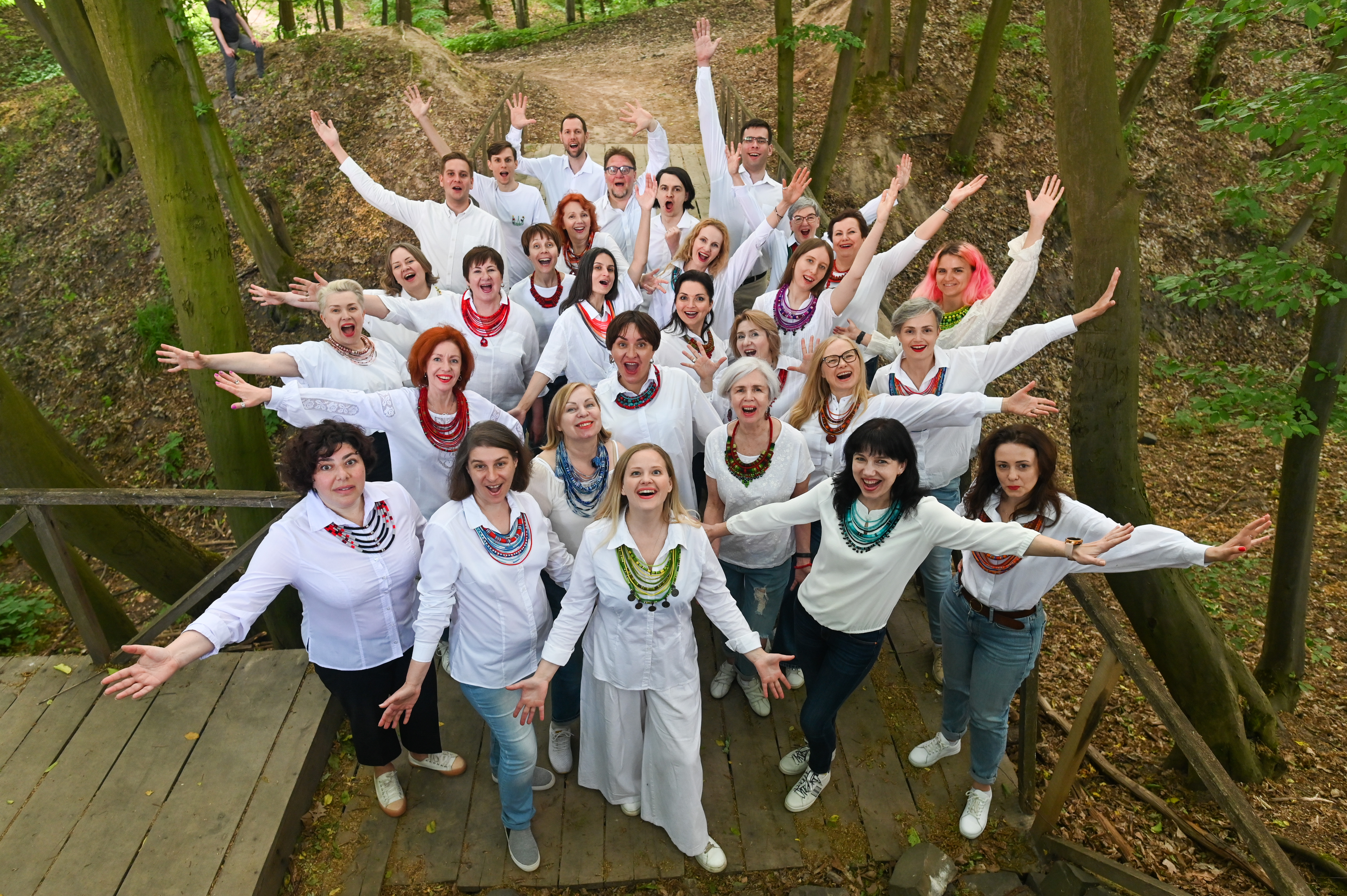
Хор БАХ

Бароковий Аматорський Хор Б.А.Х. –  спільнота творчих людей, яких об’єднує любов до хорового співу та барокової музики. 
Колектив був створений у квітні 2018 року за ініціативи громадського об’єднання Open Opera Ukraine .
Керівниця хору – Наталія Хмілевська, співзасновниця та артистична директорка Open Opera Ukraine, кандидатка мистецтвознавства, хормейстерка, диригентка, коуч з барокового вокалу. Музична керівниця дослідницької лабораторії з вивчення та виконання української барокової музики в рамках проєкту  Musica Sacra Ukraina.
Хор Б.А.Х. постійно проводить репетиційну та концертну діяльність, виступає в Києві з різноманітними програмами барокової музики (виступи в Лютеранській та Кирилівській церкві, на святі Франкофонії, залах October hall, Будинку архітектора, Національному музеї народної архітектури та побуту України, Національному заповіднику «Софія Київська» тощо). В репертуарі хору твори І.С. Баха, Г.Ф. Генделя, Г.Перселла, М. Дилецького, М. Леонтовича, інших західноєвропейських та українських композиторів, мадригали, канти.
Учасники хору Б.А.Х. – це люди різних професій, інтересів та в більшості без професійної музичної освіти. Хор постійно підвищує свою виконавську майстерність. 
У 2020 році хор був запрошений до участі у змаганні World Choir Games від Interkultur до Бельгії. Ігри було скасовано через пандемію. Результатом онлайн занять під час карантину став кліп хору "Мати милосерда" Дм.Туптала в аранжуванні Ганни Гаврилець.
В липні 2021 року хор Б.А.Х. виконав концертну версію опери – ораторії Е. деі Кавальєрі «Дійство про Душу та Тіло» (1600), яка є однією з перших зразків цього жанру в світі. Виступ здійснено в колаборації з професійними музикантами Оркестру Крила та за підтримки Open Opera Ukraine.
В грудні 2021 року відбувся концерт, де хор Б.А.Х. разом з музикантами оркестру Крила та солістами Ансамблю Партес виконав фрагменти «Різдвяної ораторії» Й.С.Баха. Вперше в Україні твір було виконано в традиції історично поінформованого виконавства – у строї 415 Гц на барокових інструментах із жильними струнами та барокових флейтах.  
В березні 2022 року хор мав запрошення виступити на сцені Берлінської філармонії і заспівати Коронаційні гімни Г.Ф.Генделя разом ще з 5-ма хорами з різних куточків Європи на фестивалі Choral Celebrations під керівництвом видатного маестро Саймона Керрінгтона (Simon Carrington), але цьому завадила війна. На фестиваль було надіслано кліп на музичний твір "Хваліте" Тетяни Яшвілі, написаний спеціально для цього хору.

## Хор у соцмережах
Facebook
YouTube